# Brad Hatfield

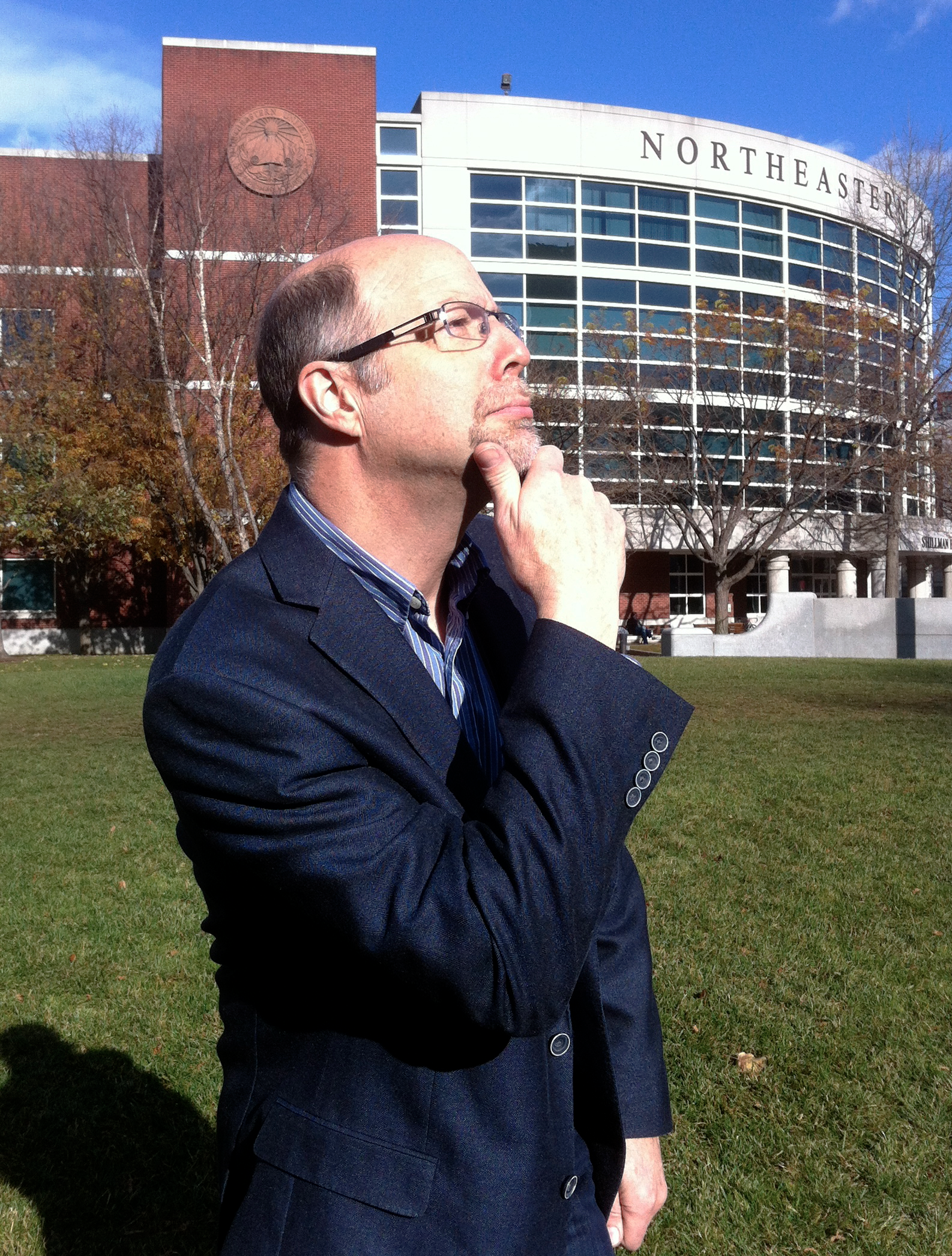
Brad Hatfield

Brad Hatfield (* 15. Mai 1956) ist ein US-amerikanischer Jazzpianist und Komponist.

## Leben und Wirken
Hatfield studierte am Cambridge College Management. Er lebt in Boston, wo er nach Lehrtätigkeiten am Berklee College of Music und am Boston College Songwriting an der Northeastern University und am Berklee College of Music unterrichtet. Daneben ist er Gastdozent am College of the Holy Cross.
Er dirigierte die Youth Pops Orchestras in Detroit, Denver und Chicago. Mit dem Boston Pops Orchestra tourte er durch die USA und Fernost, als Mitglied des George Russell Living Time Orchestra nahm er an Tourneen durch die USA, Europa und Asien teil. Außerdem trat er als Pianist mit dem Utah Symphony Orchestra unter Keith Lockhart und dem Boston Symphony Orchestra unter James DePriest auf. Seit 2004 leitet er den Popsearch-Wettbewerb des Boston Pops Orchestra.
Hatfield komponierte zahlreiche Musiken für Fernsehproduktionen und Filme, so für die Sitcom Style and Substance (mit Jean Smart und Nancy McKeon), für die Fernsehserien Die Sopranos, Rescue Me, Melrose Place, Saturday Night Live, Walker, Texas Ranger, Ein Hauch von Himmel und die Filme Borat, Reine Nervensache, Break Up – Nackte Angst und Cop Land. In Clint Eastwoods Film Mystic River spielte er die Klaviersoli zum Beginn und Ende des Films.
Als Begleiter trat Hatfild u. a. mit Aretha Franklin, Gary Burton, Carly Simon, Andrea Bocelli, Rebecca Parris, Rita Moreno, Yo-Yo Ma, Bono, James Taylor und Mark Murphy auf. Mit Mike Metheny tourte er durch die USA und trat bei den Jazzfestivals von Montreal und Telluride auf. Mit dem Fusion-Gitarristen Mordy Ferber tourte er durch Israel.
Hatfield wirkte an dem Grammy-nominierten Celtic Album und A Splash of Pops mit. Für Mordy Ferber produzierte er das Album Mr. X (mit Jack DeJohnette, Eddie Gomez und Dave Liebman). Außerdem veröffentlichte er mehrere Alben als Bandleader (Straight up Jazz and Cocktails und Straight up Solo Piano jeweils mit Vol. 2 sowie Holidays at Home with Brad Hatfield).